# Hugo Hoerner
Friedrich Hugo Hermann Hoerner (* 9. Januar 1851 in Zembcow; † nach 1923) war ein deutscher Reichsgerichtsrat.
Der preußische Staatsangehörige wurde 1874 vereidigt und trat in den Staatsdienst ein. 1878 wurde er Kreisrichter, der 1879 auf Grund der Reichsjustizgesetze in den Amtsrichter umbenannt wurde. 1890 erfolgte die Ernennung zum Landrichter. 1892 wurde er zum Landgerichtsrat befördert und 1895 zum Oberlandesgerichtsrat. 1906 wechselte er vom Oberlandesgericht Königsberg an das Reichsgericht. Er war dort im V. und VII. Zivilsenat tätig. 1923 trat er in den Ruhestand. Er war der Vater der Schriftstellerin Margarete Riemschneider (1899–1985).